# یوپ فن نلن
یوپ فن نلن (هلندی: Joop van Nellen؛ ۱۵ مارس ۱۹۱۰ – ۱۴ نوامبر ۱۹۹۲) یک بازیکن فوتبال اهل هلند بود.

## تیم ملی
وی همچنین در تیم ملی فوتبال هلند بازی کرده است.